# Kvistbaldakinspindel

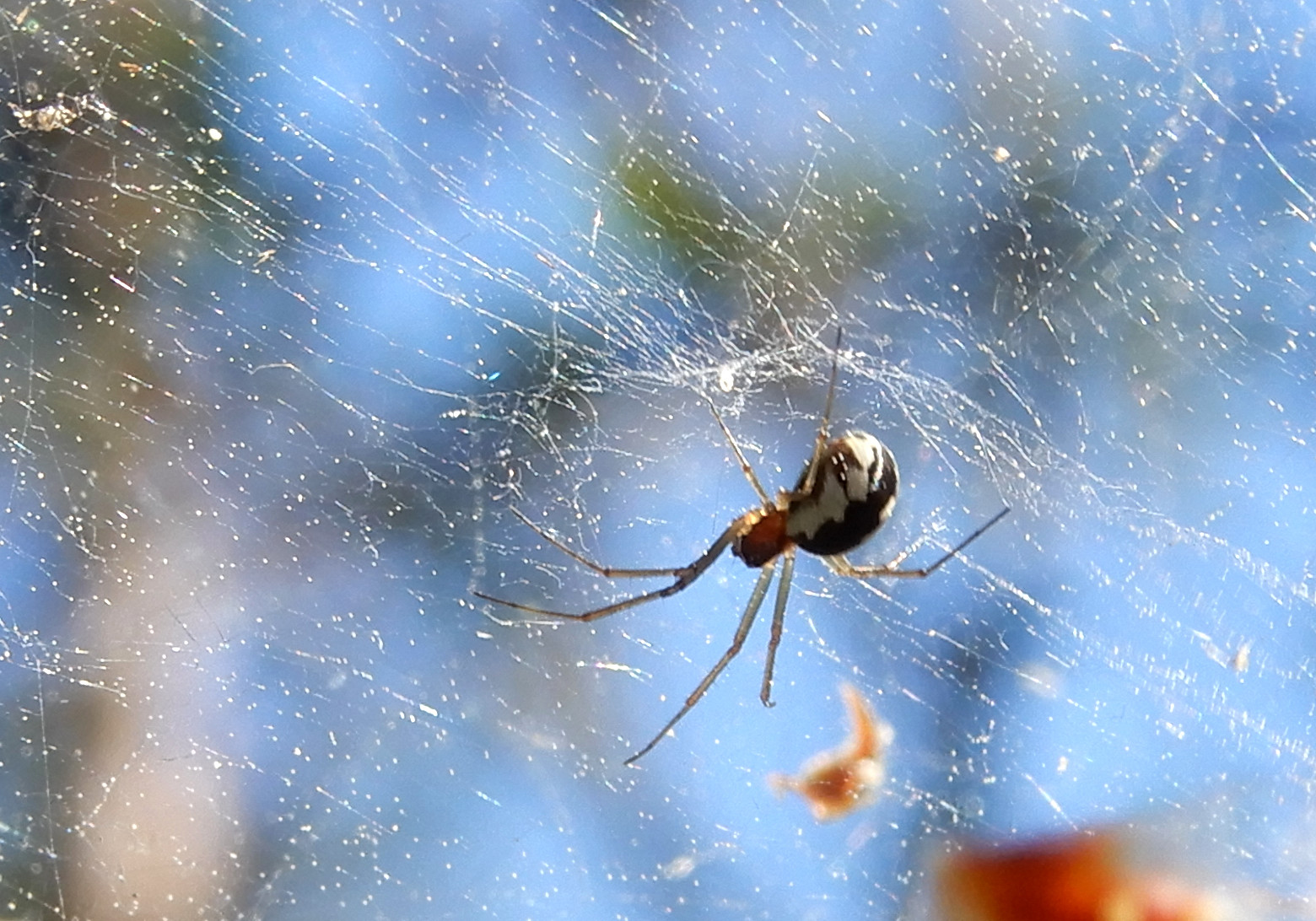
Neriene peltata i sitt nät.

Kvistbaldakinspindel (Neriene peltata) är en spindelart som först beskrevs av Karl Friedrich Wider 1834.  Kvistbaldakinspindel ingår i släktet Neriene och familjen täckvävarspindlar. Arten är reproducerande i Sverige. Inga underarter finns listade i Catalogue of Life.